# Martin Domicent
Martin Domicent ou Martinus Johannes Domicent, né le 3 février 1823 à Ypres et mort le 24 décembre 1897 à Paris 17e, est un peintre belge.

## Biographie
Membre de l'Académie royale des beaux-arts d'Anvers, on lui doit essentiellement des scènes de genre. 
Il est le père d'Eugène Bertol-Graivil. Il repose au cimetière du Père-Lachaise.